# Лупашко, Владислав Викторович
Владисла́в Ви́кторович Лупа́шко (укр. Владислав Вікторович Лупашко; род. 4 декабря 1986, Белгород-Днестровский, Одесская область) — украинский футболист и тренер.

## Биография
Начал заниматься футболом в родном городе Белгороде-Днестровском, что недалеко от Одессы, в местном ДЮСШ. Первый тренер — Владимир Анатольевич Крейтор. В 8 классе переехал в Днепропетровск, где выступал за УФК (училище физической культуры), его группу тренировал Виктор Михайлович Ястребов.
По окончании училища начал профессиональную карьеру в бориспольском «Борисфене-2». В команде дебютировал 16 августа 2003 года в матче против иванофранковской «Черногоры» (1:2). После играл за «Освиту» из Бородянки. С 2004 года по 2005 год выступал за «Борисфен». В Высшей лиге дебютировал 12 июля 2005 года в матче против киевского «Арсенала» (0:1). Всего за «Борисфен» провёл 2 матча в Высшей лиге и 20 матчей в молодёжном первенстве. В период с 2006 года по 2008 год выступал за донецкий «Металлург», провёл 1 матч в Высшей лиге и 56 матчей в молодёжном первенстве. После выступал за «Княжу» из села Счастливого.
В феврале 2009 года перешёл в ФК «Львов». В команде дебютировал 28 февраля 2009 года в матче против днепропетровского «Днепра» (1:1). По итогам сезона 2008/09 «Львов» покинул высший дивизион, а Лупашко провёл 13 матчей. Летом 2009 года в его услугах был заинтересован одесский «Черноморец» С 2010 по 2012 годы выступал за киевскую «Оболонь». В начале 2013 года подписал контракт с клубом из Черновцов «Буковина». 13 сентября 2013 года было объявлено о подписании контракта на правах свободного агента с мариупольским «Ильичёвцем».
В 2015 году подписал контракт с кировоградской «Звездой». Вместе с командой стал чемпионом Первой лиги Украины 2015/2016. Был основным игроком и вице-капитаном команды, но после выхода в Премьер-лигу постепенно утратил место в основе и летом 2017 года покинул команду и подписал контракт с петровским «Ингульцом».

## Достижения

### В качестве игрока
- Финалист Кубка Украины: 2018/19
- Победитель Первой лиги Украины: 2015/16

### В качестве тренера
- Победитель Первой лиги Украины: 2023/24

### Личные
- Лучший тренер месяца украинской Премьер-лиги (2): октябрь 2024, март 2025

## Личная жизнь
Его семья живёт в Белгороде-Днестровском. Его отец любит футбол. Также, кроме него, в семье есть сестра. Владислав Лупашко женат на Екатерине, есть дочь Мелания.